# Martin Stichnoth
Martin Stichnoth (* 6. Juli 1977 in Wolmirstedt) ist ein deutscher Politiker (CDU) und seit 2018 Landrat des Landkreises Börde.

## Leben
Martin Stichnoth wuchs in Wolmirstedt auf und besuchte dort die Adolph-Diesterweg-Grundschule sowie das Kurfürst-Joachim-Friedrich-Gymnasium Wolmirstedt. Nachdem er dort 1996 sein Abitur machte, absolvierte er eine Ausbildung zum Verwaltungsfachangestellten beim Ohrekreis, welche er 1999 abschloss. Danach war er in unterschiedlichen Funktionen und Ressorts beim Landkreis tätig, unter anderem als Sachbearbeiter. Neben seiner beruflichen Tätigkeit absolvierte er am Studieninstitut für kommunale Verwaltung Sachsen-Anhalt in Magdeburg eine Weiterbildung zum Verwaltungsfachwirt, welche er 2004 abschloss.
Stichnoth ist seit 2009 Mitglied der CDU. Ebenfalls ab 2009 war er Mitglied im Stadtrat von Wolmirstedt. Im Februar 2013 wurde er zum Bürgermeister der Stadt Wolmirstedt gewählt. Am 12. März 2013 erfolgte sein Amtsantritt. Zudem wurde er 2014 in den Kreistag des Landkreises Börde gewählt. Dort hatte er ab Juli 2014 den Vorsitz der CDU-Fraktion inne.
Im Oktober 2017 wurde Stichnoth von seiner Partei als Kandidat für die kommende Landratswahl im Landkreis Börde nominiert und konnte sich damit gegen den bisherigen Amtsinhaber Hans Walker durchsetzen. 2011 war er diesem bei der Kandidatenaufstellung noch unterlegen. Am 18. März 2018 erhielt er bei der Landratswahl mit 48,8 % die meisten der abgegebenen Stimmen, verfehlte jedoch die nötigte Mehrheit, sodass eine Stichwahl am 8. April nötig wurde. Diesmal erhielt er 70,9 % der abgegebenen Stimmen. Am 29. August 2018 wurde er zum Landrat vereidigt. Sein Amtsantritt erfolgte am 7. September. Gleichzeitig schied er damit als Bürgermeister von Wolmirstedt aus. Die parteilose Marlies Cassuhn wurde zu seiner Nachfolgerin gewählt.
Stichnoth ist seit 2005 verheiratet.